# Macrodactylus sulcicollis
Macrodactylus sulcicollis är en skalbaggsart som beskrevs av Moser 1919. Macrodactylus sulcicollis ingår i släktet Macrodactylus och familjen Melolonthidae. Inga underarter finns listade i Catalogue of Life.